# José Hamui
José Hamui es un pelotari mexicano. Durante el Campeonato del Mundo de Pelota Vasca de 1958, el Campeonato del Mundo de Pelota Vasca de 1962 y el Campeonato del Mundo de Pelota Vasca de 1966 ganó la medalla de oro en la especialidad de cesta punta, el primero de ellos junto a Azcué y los siguientes al lado de Adrián Zubikarai. Además, en el Campeonato del Mundo de Pelota Vasca de 1970, ambos lograron la medalla de bronce en la misma especialidad. Hamui tenía un hermano, también pelotari, Moisés Hamui, con quien logró la medalla de bronce en los Juegos Olímpicos de México 1968 junto con Alejandro Andrade y Pedro Lanzagorta.